# بخش یونین (شهرستان مدیسون، اوهایو)
بخش یونین (به انگلیسی: Union Township) یک منطقهٔ مسکونی در ایالات متحده آمریکا است که در شهرستان مدیسون، اوهایو واقع شده‌است.
 بخش یونین ۱۰۱٫۰ کیلومتر مربع مساحت و ۱٬۴۱۱ نفر جمعیت دارد و ۳۲۲ متر بالاتر از سطح دریا واقع شده‌است.